# 天津市曲艺团
天津市曲艺团是中华人民共和国天津市的曲艺团体，为国家级非物质文化遗产代表性项目保护单位，成立于1953年，团址位于天津市河西区宁波道15号。

## 著名团员[3]
张寿臣、马三立、常连安、郭荣起、赵佩茹、李寿增、白全福、朱相臣、李润杰、王凤山、张庆森、袁武华、骆玉笙。
苏文茂、李伯祥、魏文亮、马志明、杨少华、谢天顺、张志宽、常宝丰、储从善、侯长喜、王世勇、杜国芝、张永久、马洪信、常宝霆、汪洋。